# 24-Stunden-Rennen von Le Mans 1995

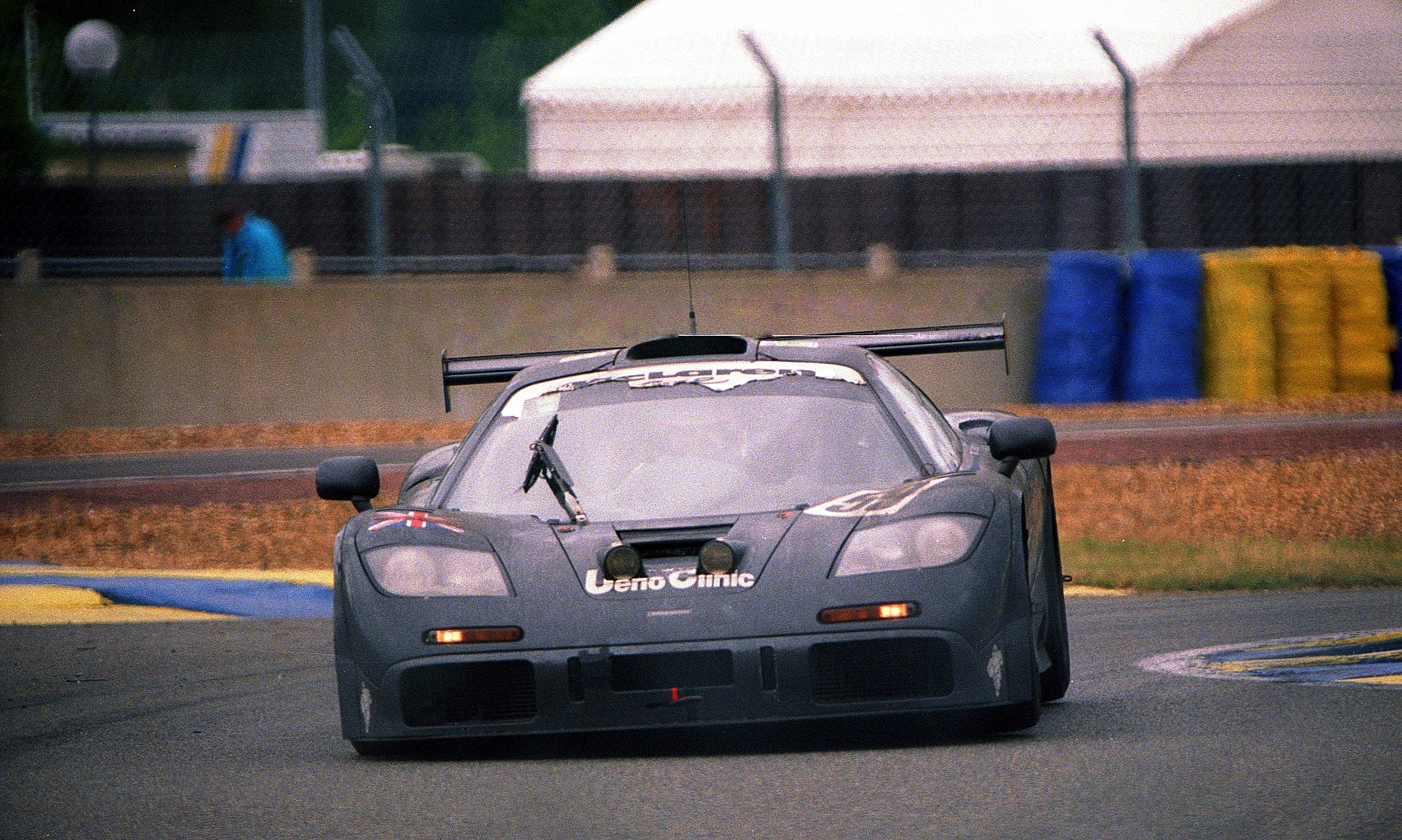
McLaren F1 GTR, Siegerwagen von Yannick Dalmas, Masanori Sekiya und JJ Lehto

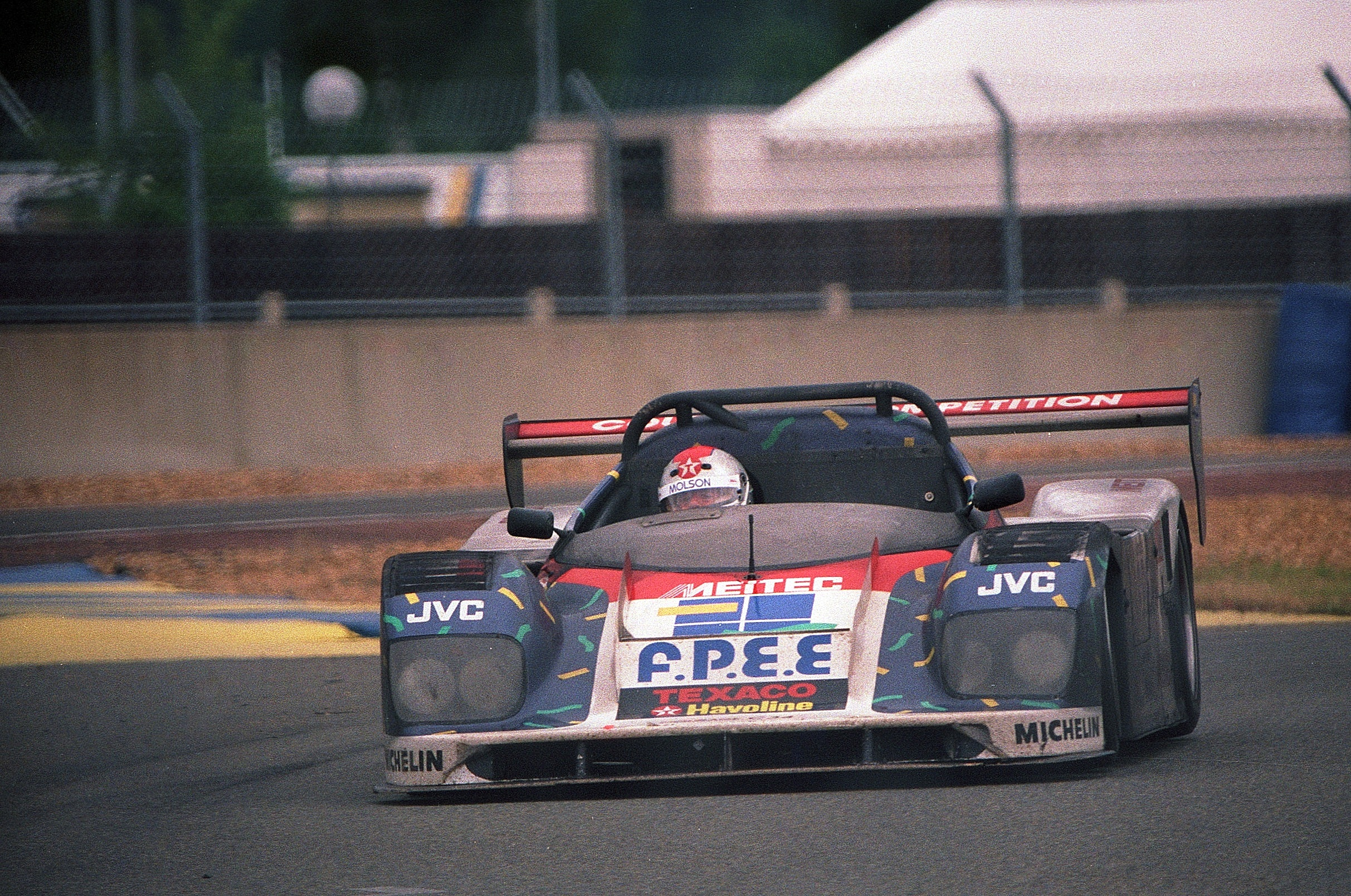
Der zweitplatzierte Courage C34; am Steuer Mario Andretti

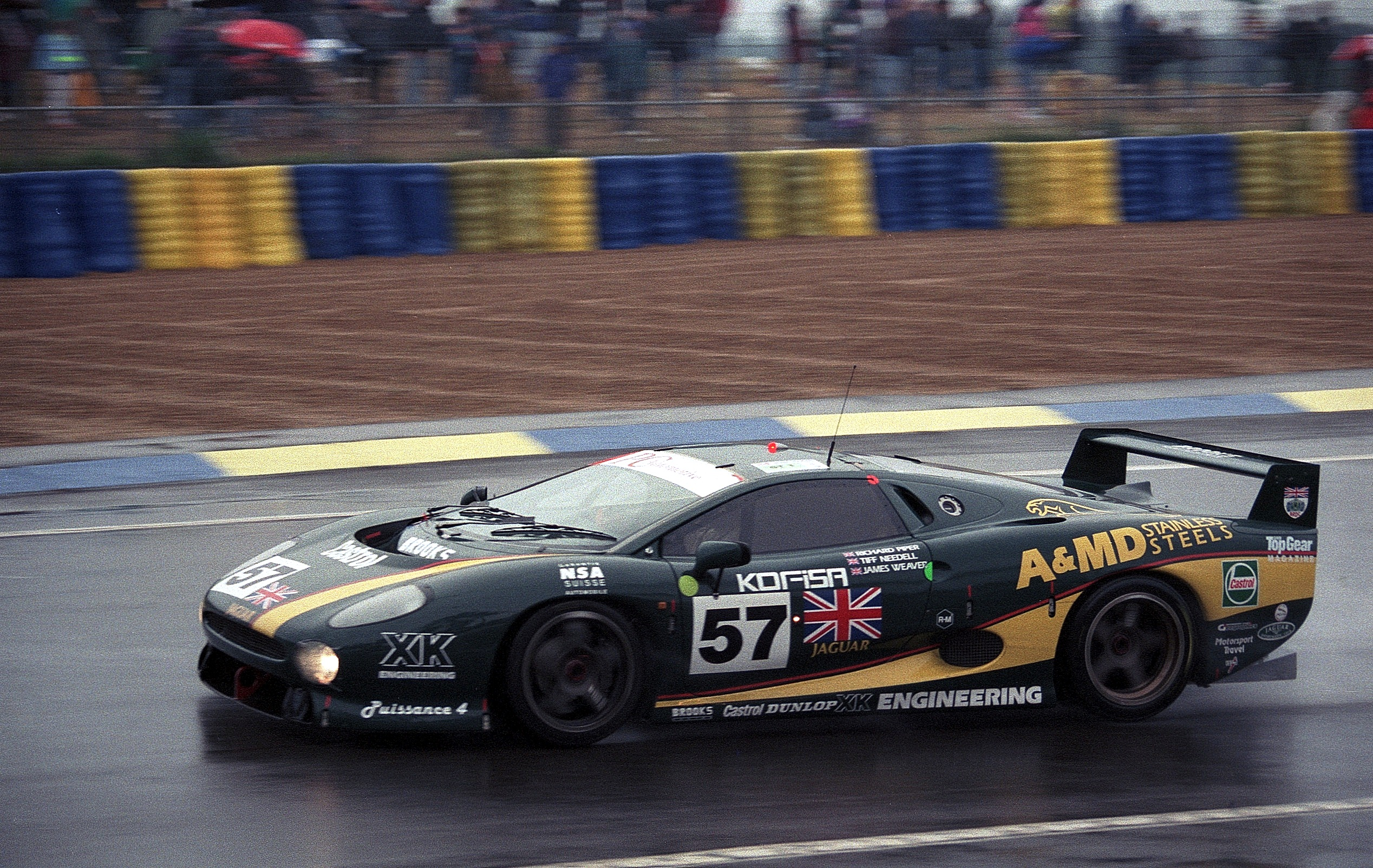
Der in der Nacht ausgefallene Jaguar XJ220 von Richard Piper, Tiff Needell und James Weaver

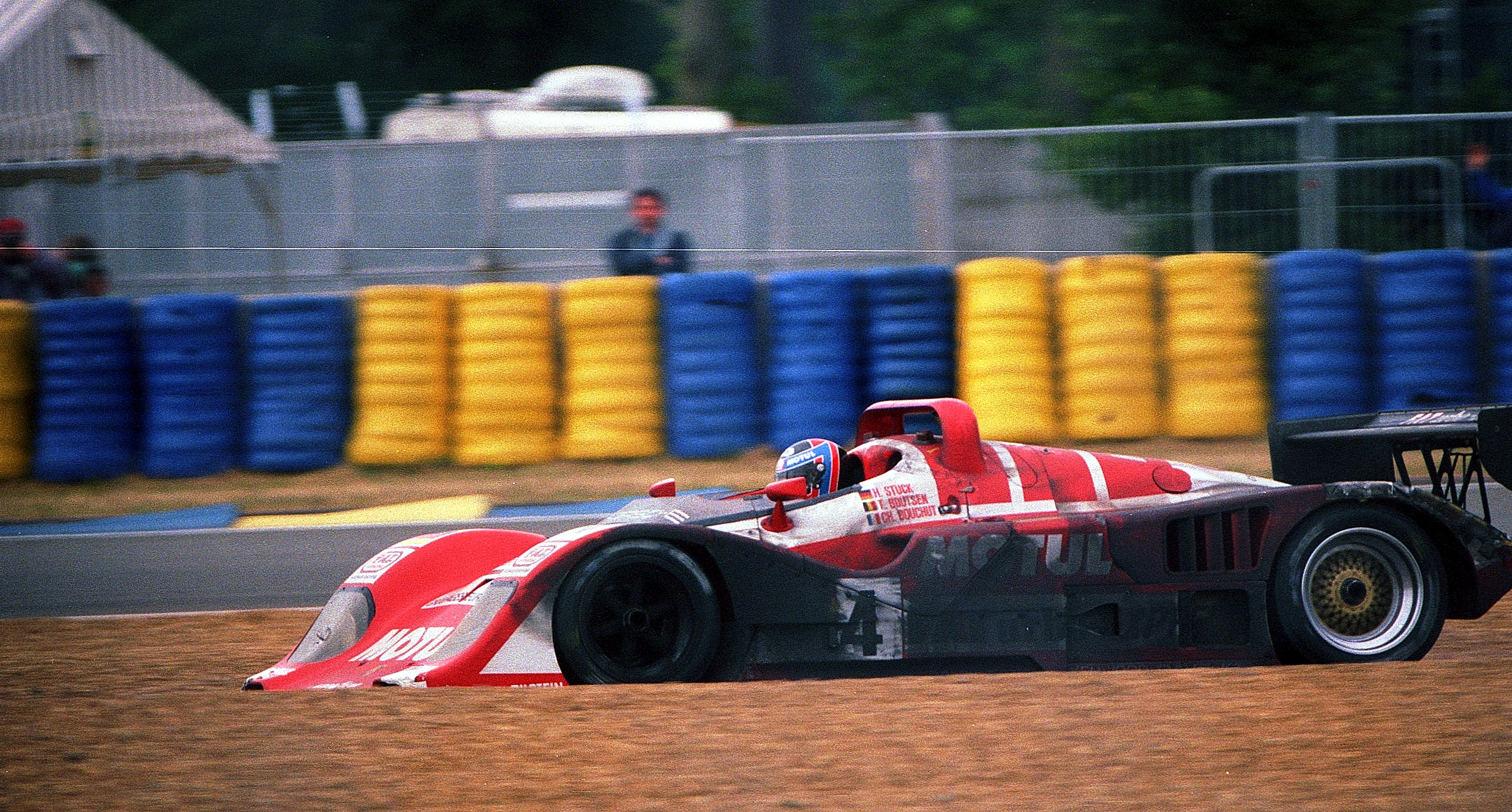
Christophe Bouchut im Kremer K8 Spyder

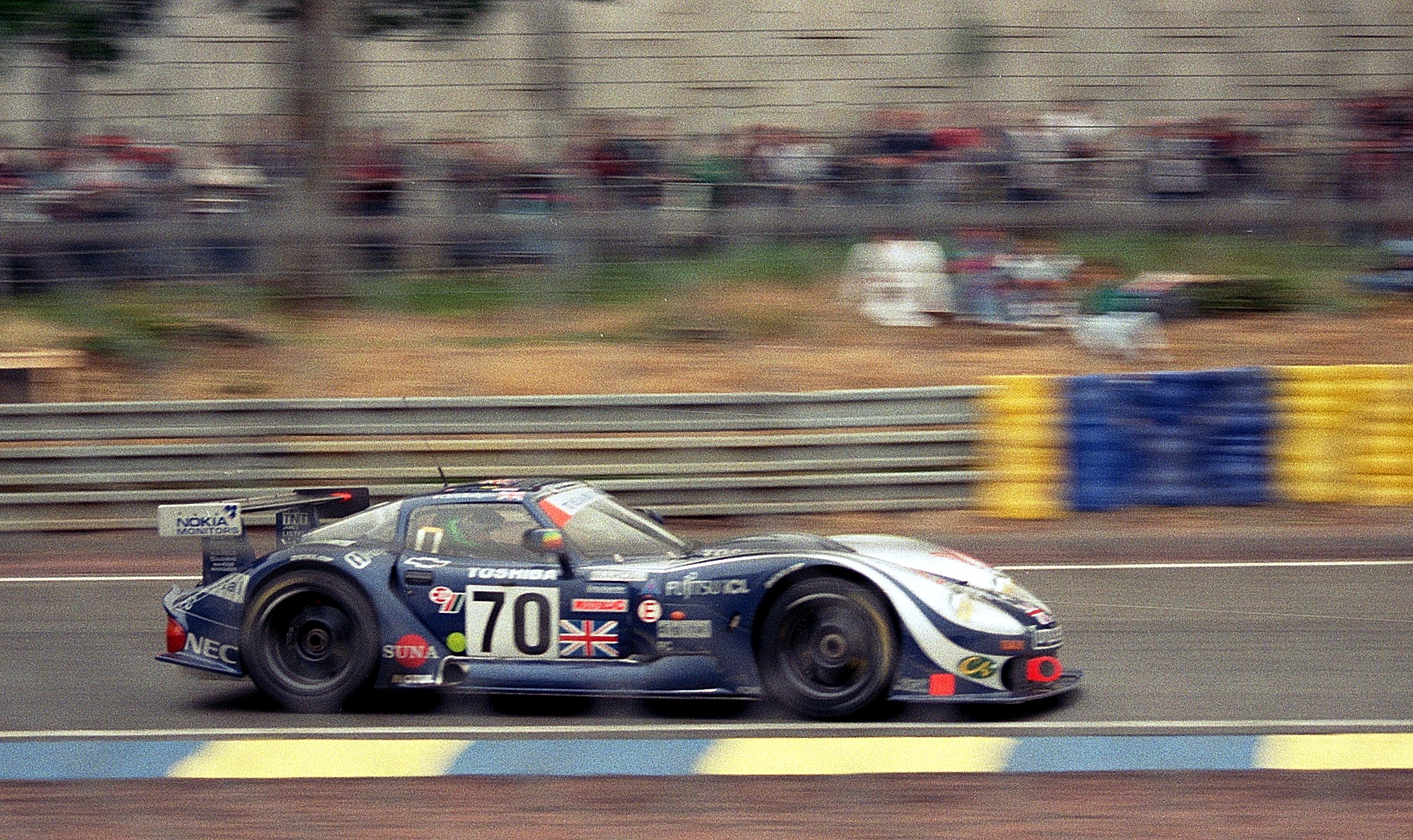
Marcos LM600, gefahren von Chris Hodgetts, Thomas Erdos und Cor Euser

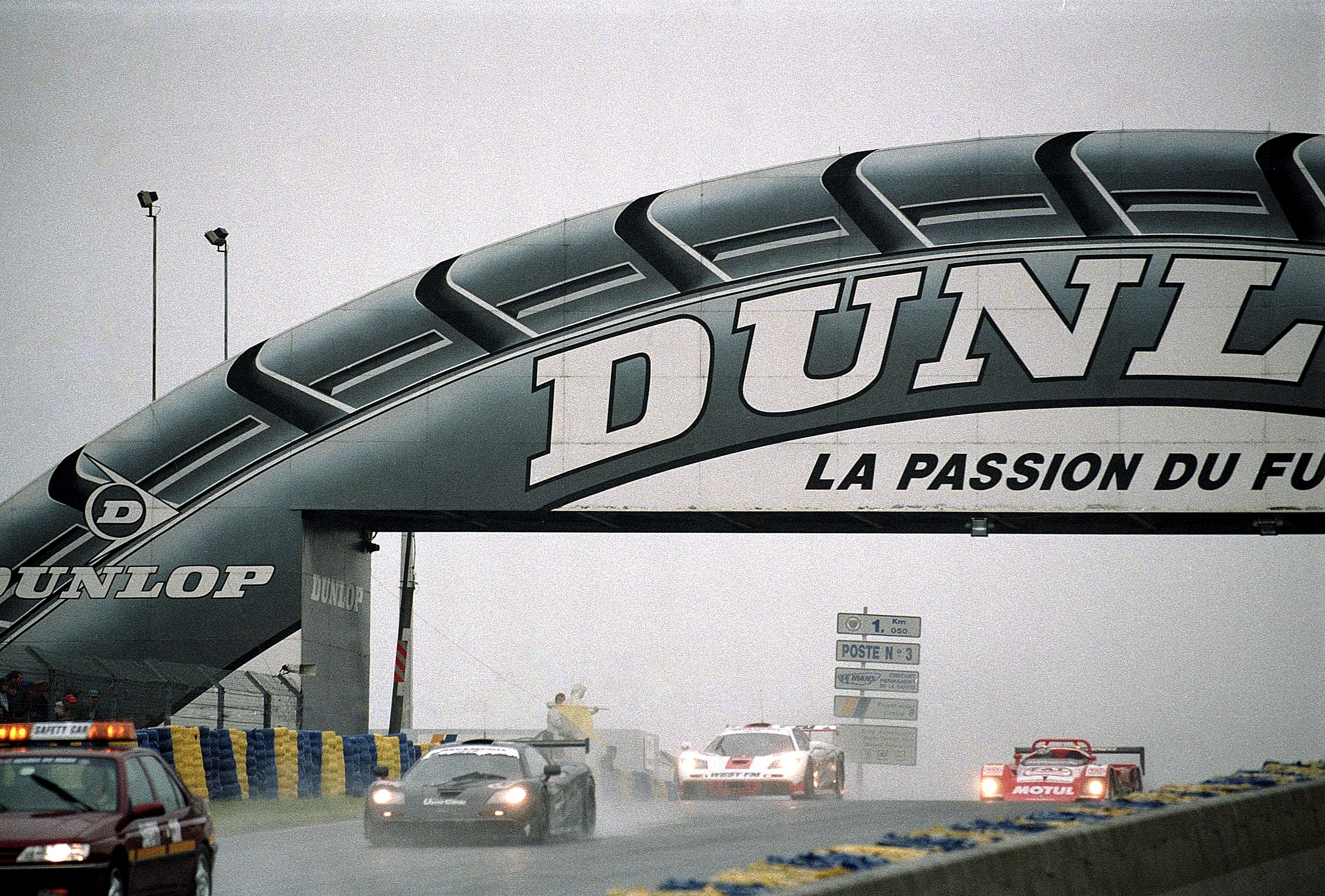
Widrige Bedingungen; Das Feld hinter dem Safety-Car

Das 63. 24-Stunden-Rennen von Le Mans, der 63e Grand Prix d’Endurance les 24 Heures du Mans, auch 24 Heures du Mans, Circuit de la Sarthe, Le Mans, fand vom 17. bis 18. Juni 1995 auf dem Circuit des 24 Heures statt.

## Das Rennen

### Vor dem Rennen
Nach den Erfahrungen 1994, als der deutsche Rennstallbesitzer Jochen Dauer und Techniker der Porsche-Motorsportabteilung ein Schlupfloch im neuen technischen Reglement der GT1-Klasse fanden, die den Start des Dauer 962 LM auf Basis des Porsche 962 ermöglichte, wurden die Bestimmungen erneut verändert. Nunmehr musste von einem in der GT1-Klasse gemeldeten Fahrzeugtyp eine Stückzahl von 25 Wagen produziert worden sein, um eine Rennzulassung zu erhalten. Damit waren der Dauer 962 und der Porsche 962 GTi in Le Mans endgültig Geschichte.
Das Rennen 1995 konnte so gut wie kein Werksengagement eines Automobilproduzenten vorweisen. Ausnahmen waren der Venturi 600LM von Jean-Marc Gounon, Paul Belmondo und Arnaud Trévisiol, der von Venturi Paris gemeldet wurde, die beiden Werks-Marcos LM600 von David Leslie, Chris Marsh, François Migault, Chris Hodgetts, Thomas Erdos und Cor Euser. Die restlichen vier Werkswagen kamen aus Japan; zwei Honda NSX GTi und zwei Nissan Skyline GT-R LM.
Am stärksten vertreten war die Marke McLaren mit sieben McLaren F1 GTR, allesamt privat gemeldet. In der WSC-Klasse gab es die Rückkehr von Ferrari in den Prototypen-Sportwagensport in Le Mans. Zum letzten Mal waren 1973 Ferrari-Rennsportwagen in Le Mans gefahren; Arturo Merzario und Carlos Pace erreichten im Ferrari 312PB damals den zweiten Gesamtrang. Gegen den ausdrücklichen Wunsch der Scuderia meldete die Euromotorsport Racing Inc. ihren Ferrari 333SP. Zu Massimo Sigala und Jay Cochran kam der ehemalige französische Formel-1-Pilot René Arnoux ins Team. Der Wagen fiel schon nach sieben gefahrenen Runden durch einen Motorschaden aus.
Favoriten auf den Gesamtsieg waren die WSC-Prototypen; die beiden Kremer K8 Spyder, der Courage C34 von Bob Wollek, Eric Hélary und Mario Andretti, sowie der neue C41 von Henri Pescarolo, Franck Lagorce und Éric Bernard.

### Der Rennverlauf
Die schnellste Trainingszeit erzielte William David im WR LM94 von Welter Racing mit der Startnummer 9. Die Zeit von 3.46.050 Minuten entsprach einer Durchschnittsgeschwindigkeit von 216,589 km/h. Neben ihm in der ersten Reihe stand der LMP94 mit der Nummer 8, pilotiert von Patrick Gonin, Pierre Petit und Marc Rostan. Vom Start weg übernahm Patrick Gonin die Führung und behielt diese bis zum ersten Tankstopp nach 10 Runden. Eine halbe Runde gab es kurz nach der Startfreigabe sogar eine Doppelführung für Welter, dann wurde William David von Bob Wollek im Courage C36 an die dritte Stelle verdrängt. Beide Wagen wurden schon früh im Rennen vom selben technischen Problem befallen und fielen in der Gesamtwertung zurück. Pierre Petit, der die Nummer 8 von Gonin übernommen hatte, musste nach 1½ Stunden an die Box, um die Kraftübertragung wechseln zu lassen. Obwohl die Welter-Boxenmannschaft dabei sehr schnell agierte, verlor der Wagen drei Runden. Die Fahrt des Prototyps endete nach einem schweren Unfall bei Einbruch der Dunkelheit. Bei einsetzendem Regen bekam er an der schnellen Stelle vor der Mulsanne Unterluft, überschlug sich einmal und schlug auf allen vier Rändern hart am rechten Streckenrand auf. Der Unfall war dem von Peter Dumbreck 1999 sehr ähnlich, ist aber bei weitem nicht so bekannt, was vor allem daran liegt, dass es davon keine Fernsehbilder gibt. Patrick Gonin, der den Wagen steuerte, erlitt beim Unfall schwere Prellungen und mehrere Rippenbrüche. Er musste eine Nacht im Krankenhaus verbringen.
Der starke Regen war eine besondere Belastung und Herausforderung an die Fahrer. Neben dem schweren Unfall von Gonin gab es zahlreiche weitere Zwischenfälle, die jedoch alle glimpflich für die Fahrer ausgingen. In der Nacht kam zum Regen noch dichter Nebel hinzu, der ein schnelles Fahren fast unmöglich machte. Mario Andretti sprach nach Rennende vom schlimmsten Rennen, das er jemals gefahren war. Die widrigen Bedingungen bevorzugten die GT-Fahrzeuge, die mehr Bodenfreiheit hatten und damit weniger zu Aquaplaning neigten als WSC-Prototypen. Um Mitternacht lagen fünf McLaren F1 GTR in Führung. An der Spitze fuhr das Team von Derek Bell, der eigentlich schon zurückgetreten war, für diese Rennen aber noch einmal ein Comeback gab, dessen Sohn Justin und Andy Wallace. Dieses Team duellierte sich das gesamte Rennen mit dem McLaren mit der Nummer 59, in dem JJ Lehto in der Nacht teilweise 10 Sekunden schneller als die Konkurrenz fuhr und dadurch vom dritten auf den ersten Rang nach vorne kam.
Rennentscheidend war aber der Unfall von Mario Andretti im Courage C34 in den Porsche-Kurven in der Nacht. Beim Überholen eines Kremer K8 Spyders verpasste er den Bremspunkt und prallte in die Leitschiene. Die nachfolgende Reparatur warf das Auto sechs Runden zurück. Bis zum Ende des Rennens konnte das Team auf inzwischen trockener Fahrbahn fünf Runden auf die Siegermannschaft aufholen und noch den zweiten Gesamtrang erreichen. Ohne den Unfall hätte der Courage das Rennen überlegen gewonnen.
Das Rennen entschied ein defekter Starter zugunsten von Lehto, Yannick Dalmas und Masanori Sekiya, der damit der erste Japaner war der das Rennen gewinnen konnte. Beim Bell/Bell/Wallace-McLaren streikte immer wieder der Starter, wodurch in der Folge die Lichtmaschine und die Batterie ebenfalls in Mitleidenschaft gezogen wurden. Bei den letzten Stints von Wallace ging der Sieg verloren, weil der Brite sich nach den notwendigen Boxenstopps teilweise bis zu zwei Minuten abmühen musste und mit dem defekten Starter den Wagen wieder zum Laufen zu bringen, da fremde Hilfe, das Anschieben des Wagens in der Boxengasse, nicht erlaubt war. So gingen zwei Runden verloren, weshalb am Ende nur Rang drei blieb.

## Ergebnisse

### Piloten nach Nationen
| 52 Franzosen | 23 Briten       | 16 Japaner | 10 Deutsche    | 10 Italiener |
| 9 Schweizer  | 7 US-Amerikaner | 5 Spanier  | 3 Brasilianer  | 2 Belgier    |
| 2 Dänen      | 1 Finne         | 1 Kanadier | 1 Niederländer | 1 Schwede    |
| 1 Tscheche   |                 |            |                |              |

### Schlussklassement
| Pos.            | Klasse | Nr. | Team                       | Fahrer                                                                | Chassis                        | Motor                              | Reifen | Runden |
| --------------- | ------ | --- | -------------------------- | --------------------------------------------------------------------- | ------------------------------ | ---------------------------------- | ------ | ------ |
| 1               | GT1    | 59  | Kokusai Kaihatsu Racing    | Yannick Dalmas Masanori Sekiya JJ Lehto                               | McLaren F1 GTR                 | BMW S70 6.1L V12                   | M      | 298    |
| 2               | WSC    | 13  | Courage Compétition        | Bob Wollek Éric Hélary Mario Andretti                                 | Courage C34                    | Porsche Type-935 3.0L Turbo Flat-6 | M      | 297    |
| 3               | GT1    | 51  | Harrods Mach One Racing    | Andy Wallace Derek Bell Justin Bell                                   | McLaren F1 GTR                 | BMW S70 6.1L V12                   | G      | 296    |
| 4               | GT1    | 24  | GTC Gulf Racing            | Mark Blundell Ray Bellm Maurizio Sandro Sala                          | McLaren F1 GTR                 | BMW S70 6.1L V12                   | M      | 291    |
| 5               | GT1    | 50  | Giroix Racing Team         | Fabien Giroix Jean-Denis Delétraz Olivier Grouillard                  | McLaren F1 GTR                 | BMW S70 6.1L V12                   | M      | 290    |
| 6               | WSC    | 4   | Porsche Kremer Racing      | Thierry Boutsen Hans-Joachim Stuck Christophe Bouchut                 | Kremer K8 Spyder               | Porsche Type-935 3.0L Turbo Flat-6 | G      | 289    |
| 7               | WSC    | 5   | D.T.R.                     | Yōjirō Terada Jim Downing Franck Fréon                                | Kudzu DG-3                     | Mazda 13B 2.0L 4-Wankel            | G      | 282    |
| 8               | GT2    | 84  | Team Takahashi Honda       | Keiichi Tsuchiya Akira Iida Kunimitsu Takahashi                       | Honda NSX                      | Honda 3.0L V6                      | Y      | 275    |
| 9               | GT2    | 73  | Callaway Cars Incorporated | Enrico Bertaggia Johnny Unser Frank Jelinski                          | Callaway Corvette SuperNatural | Chevrolet 6.3L V8                  | BF     | 273    |
| 10              | GT1    | 22  | NISMO                      | Hideo Fukuyama Masahiko Kondō Shunji Kasuya                           | Nissan Skyline GT-R LM         | Nissan 2.6L Turbo I6               | B      | 271    |
| 11              | GT2    | 75  | Agusta Racing Team         | Robin Donovan Eugene O’Brien Riccardo Agusta                          | Callaway Corvette SuperNatural | Chevrolet 6.3L V8                  | D      | 271    |
| 12              | GT1    | 34  | Pilot Aldix Racing         | Michel Ferté Olivier Thévenin Carlos Palau                            | Ferrari F40 LM                 | Ferrari 3.0L Turbo V8              | M      | 270    |
| 13              | GT1    | 42  | BBA Compétition            | Jean-Luc Maury-Laribière Marc Sourd Hervé Poulain                     | McLaren F1 GTR                 | BMW S70 6.1L V12                   | D      | 266    |
| 14              | GT1    | 27  | SARD Co. Ltd.              | Jeff Krosnoff Marco Apicella Mauro Martini                            | Toyota Supra GT LM             | Toyota 3S-GTE 2.1L Turbo I4        | D      | 264    |
| 15              | GT2    | 77  | Seikel Motorsport          | Guy Kuster Karel Dolejsi Peter Seikel                                 | Porsche 911 GT2                | Porsche 3.6L Turbo Flat-6          | P      | 263    |
| 16              | GT2    | 78  | Jean-François Veroux       | Eric van de Vyver Didier Ortion Jean-François Veroux                  | Porsche 911 GT2                | Porsche 3.6L Turbo Flat-6          | G      | 262    |
| 17              | GT2    | 81  | Richard Jones              | Nick Adams Richard Jones Gérard MacQuillan                            | Porsche 911 GT2                | Porsche 3.6L Turbo Flat-6          | G      | 250    |
| 18              | GT1    | 41  | Ennea SRL                  | Gary Ayles Massimo Monti Fabio Mancini                                | Ferrari F40 GTE                | Ferrari 3.0L Turbo V8              | P      | 237    |
| 19              | GT1    | 54  | Freisinger Motorsport      | Wolfgang Kaufmann Yukihiro Hane Michel Ligonnet                       | Porsche 993 Bi-Turbo           | Porsche 3.8L Turbo Flat-6          | G      | 229    |
| 20              | LMP2   | 14  | Didier Bonnet              | Patrice Roussel Eduoard Sezionale Bernard Santal                      | Debora LMP295                  | Cosworth 2.0L Turbo I4             | M      | 222    |
| Nicht klassiert |        |     |                            |                                                                       |                                |                                    |        |        |
| 21              | GT1    | 44  | Venturi Automobiles SA     | Jean-Marc Gounon Paul Belmondo Arnaud Trévisiol                       | Venturi 600SLM                 | Renault PRV 3.0L Turbo V6          | M      | 193    |
| 22              | GT2    | 71  | Team Marcos                | David Leslie Chris Marsh François Migault                             | Marcos LM600                   | Chevrolet 6.3L V8                  | D      | 184    |
| 23              | GT1    | 46  | Honda Motor Co. Ltd.       | Hideki Okada Philippe Favre Naoki Hattori                             | Honda NSX GT1                  | Honda 3.0L Turbo V6                | D      | 121    |
| Ausgefallen     |        |     |                            |                                                                       |                                |                                    |        |        |
| 24              | LMP2   | 9   | Welter Racing              | William David Jean-Bernard Bouvet Richard Balandras                   | WR LM94                        | Peugeot 2.0L Turbo V6              | M      | 196    |
| 25              | GT1    | 45  | Éric Graham                | François Birbeau Éric Graham Ferdinand de Lesseps                     | Venturi 600LM                  | Renault PRV 3.0L Turbo V6          | D      | 178    |
| 26              | WSC    | 3   | Porsche Kremer Racing      | Jürgen Lässig Franz Konrad Antônio de Azevedo Hermann                 | Kremer K8 Spyder               | Porsche Type-935 3.0L Turbo Flat-6 | G      | 163    |
| 27              | GT1    | 23  | NISMO                      | Kazuyoshi Hoshino Toshio Suzuki Masahiko Kageyama                     | Nissan Skyline GT-R LM         | Nissan 2.6L Turbo I6               | B      | 157    |
| 28              | GT1    | 57  | PC Automotive Jaguar       | Richard Piper Tiff Needell James Weaver                               | Jaguar XJ220                   | Jaguar JV6 3.5L Turbo V6           | D      | 135    |
| 29              | GT2    | 70  | Team Marcos                | Chris Hodgetts Thomas Erdos Cor Euser                                 | Marcos LM600                   | Chevrolet 6.3L V8                  | D      | 133    |
| 30              | GT1    | 49  | West Competition           | John Nielsen Jochen Mass Thomas Bscher                                | McLaren F1 GTR                 | BMW S70 6.1L V12                   | G      | 131    |
| 31              | GT1    | 43  | BBA Compétition            | Emmanuel Clérico Laurent Lécuyer Bernard Chauvin                      | Venturi 600LM                  | Renault PRV 3.0L Turbo V6          | D      | 130    |
| 32              | GT1    | 58  | PC Automotive Jaguar       | Bernard Thuner Olindo Iaccobelli Win Percy                            | Jaguar XJ220                   | Jaguar JV6 3.5L Turbo V6           | D      | 123    |
| 33              | GT2    | 76  | Agusta Racing Team         | Thorkild Thyrring Almo Coppelli Patrick Bourdais                      | Callaway Corvette SuperNatural | Chevrolet 6.3L V8                  | D      | 96     |
| 34              | GT1    | 37  | Larbre Compétition         | Dominique Dupuy Emmanuel Collard Stéphane Ortelli                     | Porsche 911 GT2                | Porsche 3.6L Turbo Flat-6          | M      | 82     |
| 35              | GT2    | 79  | Stadler Motorsport         | Enzo Calderari Lilian Bryner Andreas Fuchs                            | Porsche 911 GT2                | Porsche 3.6L Turbo Flat-6          | P      | 81     |
| 36              | GT1    | 25  | GTC Gulf Racing            | Pierre-Henri Raphanel Philippe Alliot Lindsay Owen-Jones              | McLaren F1 GTR                 | BMW S70 6.1L V12                   | M      | 77     |
| 37              | GT1    | 36  | Larbre Compétition         | Jean-Pierre Jarier Jesús Pareja Érik Comas                            | Porsche 911 GT2                | Porsche 3.6L Turbo Flat-6          | M      | 64     |
| 38              | GT2    | 91  | Heico Motorsport           | Tomás Saldaña Miguel Ángel de Castro Prince Alfonso d’Orleans Bourbon | Porsche 911 GT2                | Porsche 3.6L Turbo Flat-6          | G      | 63     |
| 39              | GT1    | 30  | ZR-1 Corvette Team USA     | John Paul jr. Chris McDougall James Mero                              | Chevrolet Corvette ZR-1        | Chevrolet 6.3L Turbo V8            | G      | 57     |
| 40              | GT1    | 40  | Ennea SRL                  | Anders Olofsson Luciano della Noce Tetsuya Ota                        | Ferrari F40 GTE                | Ferrari 3.0L Turbo V8              | P      | 42     |
| 41              | GT1    | 52  | Lister Cars Ltd.           | Geoff Lees Dominic Chappell Rupert Keegan                             | Lister Storm GTS               | Jaguar 7.0L V12                    | M      | 40     |
| 42              | GT1    | 55  | Jean-Claude Miloe          | Pierre Yver Jean-Luc Chéreau Jack Leconte                             | Porsche 911 GT2 Evo            | Porsche 3.6L Turbo Flat-6          | M      | 40     |
| 43              | LMP2   | 8   | Welter Racing              | Patrick Gonin Pierre Petit Marc Rostan                                | WR LM94                        | Peugeot 2.0L Turbo V6              | M      | 33     |
| 44              | WSC    | 11  | Courage Compétition        | Henri Pescarolo Franck Lagorce Éric Bernard                           | Courage C41                    | Chevrolet 5.0L V8                  | G      | 26     |
| 45              | GT1    | 26  | SARD Co. Ltd.              | Alain Ferté Kenny Acheson Tomiko Yoshikawa                            | Sard MC8-R                     | Toyota 4.0L Turbo V8               | D      | 14     |
| 46              | GT2    | 82  | Elf Haberthur Racing       | Charles Margueron Pierre de Thoisy Philippe Siffert                   | Porsche 911 GT2                | Porsche 3.6L Turbo Flat-6          | P      | 13     |
| 47              | WSC    | 1   | Euromotorsport Racing Inc. | Massimo Sigala Jay Cochran René Arnoux                                | Ferrari 333SP                  | Ferrari F310E 4.0L V12             | G      | 7      |
| 48              | GT1    | 47  | Honda Motor Co. Ltd.       | Armin Hahne Bertrand Gachot Ivan Capelli                              | Honda NSX GT1                  | Honda 3.0L Turbo V6                | D      | 7      |
| Nicht gestartet |        |     |                            |                                                                       |                                |                                    |        |        |
| 49              | WSC    | 12  | Courage Compétition        | Eric van de Poele Olivier Beretta Matiaz Tomlje                       | Courage C41                    | Chevrolet 5.0L V8                  | G      | 1      |
| 50              | WSC    | 6   | Norbert Santos             | Dominique Lacaud Jean-Paul Libert Pascal Dro                          | Norma M14                      | Buick 4.5L V6                      | G      | 2      |
| 51              | WSC    | 7   | Sylvain Boulay             | John Jones Jean-Marc Massé François Provost                           | Tiga FJ94                      | Buick 4.5L V6                      |        | 3      |

1 Disqualifiziert, Wagen unter dem Gewichtslimit
2 Motorschaden im Training
3 Motorschaden im Training

### Nur in der Meldeliste
Hier finden sich Teams, Fahrer und Fahrzeuge die ursprünglich für das Rennen gemeldet waren, aber aus den unterschiedlichsten Gründen daran nicht teilnahmen.
| Pos. | Klasse | Nr. | Team                    | Fahrer                                                                      | Chassis                        | Motor                              | Reifen |
| ---- | ------ | --- | ----------------------- | --------------------------------------------------------------------------- | ------------------------------ | ---------------------------------- | ------ |
| 52   | GT2    | 88  | Christian Heinkélé      | Christian Heinkélé Lucien Guitteny François O’Born                          | Ferrari F355                   | Ferrari F129B 3.5L V8              |        |
| 53   | P2     | 10  | Alain Lebrun            | Patrick Bonjour François O’Born Franck Matifas Pierre Bruneau               | WR LMP2                        | Peugeot 2.0L Turbo V6              |        |
| 54   | P2     | 15  | Didier Bonnet           | Bernard Santal Christophe Caveng Patrice Roussel Didier Bonnet              | Debora LMP201                  | Cosworth 2.0L I4                   |        |
| 55   | GT1    | 20  | Chamberlain Engineering | Peter Hardman Richard Dean Dominic Chapell Jun Harada                       | Jaguar XJ220                   | Jaguar JV6 3.5L Turbo V6           |        |
| 56   | GT1    | 33  | Ascari Cars Ltd.        | Klaas Zwart Nigel Greensall Jonathan Baker                                  | Ascari FGT-LM                  | Ford 5.7L V8                       |        |
| 57   | GT1    | 35  | Manoirde l’Automobile   | Eric Hélary Alain Cudini Stéphan Grégoire                                   | Aston Martin DB7 LM            | Aston Martin 3.2L Turbo I6         |        |
| 58   | GT1    | 48  | Honda Motor Co. Ltd.    | Philippe Favre Hideki Okada Naoki Hattori                                   | Honda NSX GT1                  | Honda 3.0L Turbo V6                |        |
| 59   | GT2    | 53  | Obermaier Racing GmbH   | Philippe Auvray Hervé Regout Jürgen von Gartzen Sandro Angelastri Uwe Alzen | Porsche 911 GT2                | Porsche 3.6L Turbo Flat-6          |        |
| 60   | GT1    | 61  | Rent-a-Car Racing Team  | Bertrand Balas Marcel Tarrès David Velay                                    | Dodge Viper                    | Chrysler 8.0L V10                  |        |
| 61   | GT2    | 74  | Callaway Schweiz        | Kurt Huber Hans Hauser Seppi Wendlinger Enrico Bertaggia                    | Callaway Corvette SuperNatural | Chevrolet 6.3L V8                  |        |
| 62   | GT2    | 83  | Jean-Francois Metz      | Patrick Bornhauser Jean-François Metz Marc Pachot                           | VBM 4000GTC                    | PRV Douvrin Sodemo 3.0L Turbo V6   |        |
| 63   | GT2    | 85  | Team Nakajima Honda     | Takuya Kurosawa Kouji Satou Tetsuya Tanaka                                  | Honda NSX GT1                  | Honda 3.0L V6                      |        |
| 64   | GT2    | 86  | Sport Time              | Javier Camp Antonio Puig Joaquim Guasch                                     | Venturi 400GTR                 | Renault PRV 3.0L Turbo V6          |        |
| 65   | GT2    | 87  | Patrick Boidron         | Pierre-François Bernigand Patrick Boidron Philippe Régnier                  | Ferrari F355                   | Ferrari F129B 3.5L V8              |        |
| 66   | WSC    | 16  | Vonka Racing Team       | Jan Vonka Wilson Fittipaldi Franz Konrad                                    | Kremer K8 Spyder               | Porsche Type-935 3.0L Turbo Flat-6 |        |
| 67   | GT2    |     | Konrad Motorsport       |                                                                             | Porsche 911 Bi-Turbo           |                                    |        |
| 68   | GT2    |     | Konrad Motorsport       |                                                                             | Porsche 911 GT2                | Porsche 3.6L Turbo Flat-6          |        |
| 69   | WSC    | 2   | JF America Racing       |                                                                             | Ferrari 333SP                  | Ferrari F310E 4.0L V12             |        |
| 70   | P2     | 16  | Vonka Racing Team       | Jan Vonka Dan Novotny                                                       | PRC S94                        | BMW                                |        |
| 71   | GT1    | 21  | Chamberlain Engineering | Peter Hardman Win Percy                                                     | Jaguar XJ220                   | Jaguar JV6 3.5L Turbo V6           |        |
| 72   | GT1    | 28  | Nisso Trust Racing      | George Fouché Steven Andskär Thomas Danielsson                              | Toyota Supra GT LM             | Toyota 3S-GTE 2.1L Turbo I4        |        |
| 73   | GT1    | 29  | ZR-1 Corvette Team      | Mac DeMere                                                                  | Chevrolet Corvette ZR-1        | Chevrolet 6.3L Turbo V8            |        |
| 74   | GT1    | 31  | AIM Team Lamborghini GT | Rupert Keegan Harry Nuttall                                                 | Lamborghini Jota               |                                    |        |
| 74   | GT1    | 32  | AIM Team Lamborghini GT | Harry Nuttall Rupert Keegan                                                 | Lamborghini Jota               |                                    |        |
| 75   | GT2    | 56  | Callaway Competition    |                                                                             | Callaway C7                    |                                    |        |
| 76   | GT1    | 60  | Crisal Competition      | Thierry Guiod Dominique Bardini Michel Cottot                               | Venturi 600LM                  | Renault PRV 3.0L Turbo V6          |        |
| 77   | GT2    | 72  | Legeay Sports           | Bernard Castagné Luc Galmard Benjamin Roy                                   | Alpine A610                    | Renault 3.0L Turbo V6              |        |

### Klassensieger
| Klasse | Fahrer           | Fahrer            | Fahrer              | Fahrzeug       | Platzierung im Gesamtklassement |
| ------ | ---------------- | ----------------- | ------------------- | -------------- | ------------------------------- |
| GT1    | Yannick Dalmas   | Masanori Sekiya   | JJ Lehto            | McLaren F1 GTR | Gesamtsieg                      |
| WSC    | Bob Wollek       | Eric Hélary       | Mario Andretti      | Courage C34    | Rang 2                          |
| GT2    | Keiichi Tsuchiya | Akira Iida        | Kunimitsu Takahashi | Honda NSX      | Rang 8                          |
| LMP2   | Patrice Roussel  | Eduoard Sezionale | Bernard Santal      | Debora LMP295  | Rang 20                         |

### Renndaten
- Gemeldet: 77
- Gestartet: 48
- Gewertet: 20
- Rennklassen: 4
- Zuschauer: 168.000
- Ehrenstarter des Rennens: unbekannt
- Wetter am Rennwochenende: starker Regen, Nebel in der Nacht
- Streckenlänge: 13,600 km
- Fahrzeit des Siegerteams: 24:00:00.000 Stunden
- Runden des Siegerteams: 299
- Distanz des Siegerteams: 4055,800 km
- Siegerschnitt: 168,992 km/h
- Pole Position: William David – WR LM94 (#9) – 3:46,050 = 216,589 km/h
- Schnellste Rennrunde: Patrick Gonin – WR LM94 (#8) – 3:51,410 = 211,573 km/h
- Rennserie: zählte zu keiner Rennserie